# پاتریک دسبوا
پاتریک دسبوا (انگلیسی: Patrick Desbois؛ زادهٔ ۲۶ ژوئن ۱۹۵۵) کشیش کاتولیک اهل فرانسه است.
وی همچنین برندهٔ جوایزی همچون لژیون دونور (شوالیه) شده‌است.